# Wielka Polana (Pogórze Popradzkie)
Wielka Polana (794 m) – szczyt w Górach Lubowelskich, w polskiej regionalizacji z 2018 r. zaliczanych do Pogórza Popradzkiego. Wbrew swojej nazwie nie jest to polana, lecz szczyt całkowicie porośnięty lasem. Nazwa ma jednak swoje uzasadnienie. Dawniej znajdowała się na nim polana zwaną Wielką Polaną, na którą turyści z Polski chodzili dla widoków. Polana zarosła, a jej nazwa przeniesiona została na szczyt. Nazwa Góra Wielka Polana (w języku polskim) figuruje również na mapie słowackiej. Nie wiadomo natomiast dlaczego na innej mapie polskiej figuruje nazwa słowacka Pamuľka z wysokością 783 m.
Wielka Polana znajduje się we wschodniej części Gór Lubowelskich, w grzbiecie ciągnącym się od doliny Lipnika w Małym Lipniku po Poprad w Muszynie. Kolejno znajdują się w nim Lysá hora (692 m), Patria (772 m), Magura Orłowska (830 m), Magura Kurczyńska (894 m), Wielka Polana (794 m, na polskiej mapie zaznaczona jako Pamuľka 783 m) i Sucha Góra (561 m). Grzbiet ten tworzy łuk obydwoma końcami opadający do Popradu, i otaczający dwie słowackie miejscowości: Starina i Legnawa, o których Bogdan Mościcki w przewodniku „Beskid Sądecki” pisze, że „są najbardziej oddalone od spraw tego świata”.
Przez szczyt Wielkiej Polany przebiega granica polsko-słowacka. Wyjątkowo granica nie przebiega tutaj wzdłuż Popradu, lecz po jego zachodniej stronie i północno-wschodni skrawek Gór Lubowelskich został włączony do Polski, a dokładnie do miejscowości Muszyna. Jest też Wielka Polana szczytem zwornikowym. Odchodzą od niego dwa krótkie boczne i zalesione grzbiety; jeden w północno-zachodnim kierunku, opadający do Legnavy, drugi w północno-wschodnim kierunku, opadający do Popradu. W dolnej części północnych stoków tego ostatniego znajduje się należące do Muszyny osiedle Wesołówka. Są cztery grzbiety, są więc i cztery potoki spływające dolinkami pomiędzy tymi grzbietami. Wszystkie uchodzą do Popradu, który zatacza łuk wokół Wielkiej Polany i Suchej Góry, opływając je od strony zachodniej i północnej. Nazwę nadano tylko jednemu potoki – jest to potok Podzielne spływający na północ przez Zapopradzie – dzielnicę Muszyny.
Przez Wielką Polanę nie prowadzi żaden szlak turystyczny.